# Hedemora TT Circuit
Der Hedemora TT Circuit ist eine ehemalige Rennstrecke in der kleinen schwedischen Gemeinde Hedemora in der Provinz Dalarnas län, etwa 170 Kilometer nordwestlich von Stockholm.

## Lage

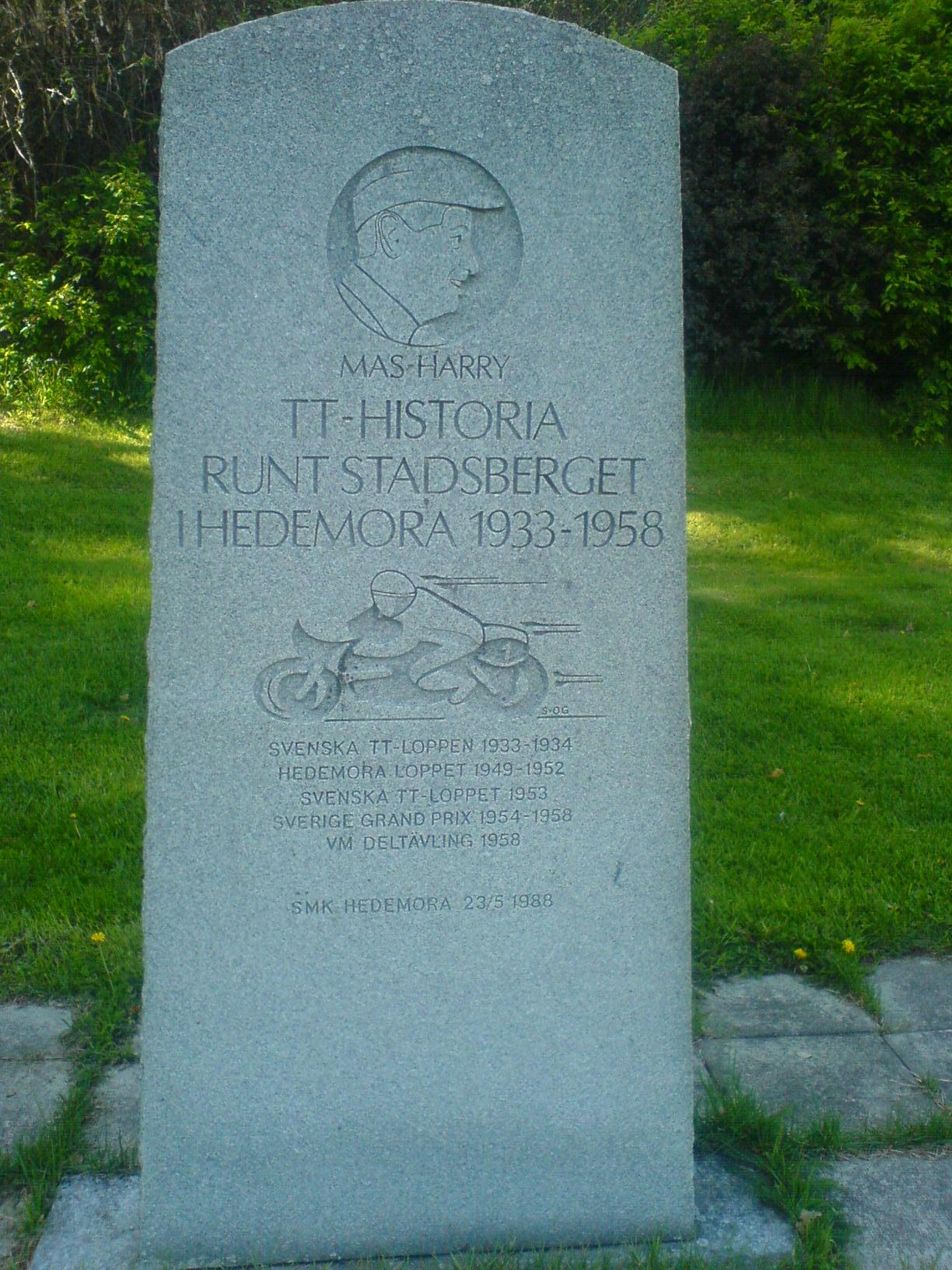
TT-Gedenkstein in Hedemora

Die Rennstrecke liegt am Rande der gleichnamigen Gemeinde in der Provinz Dalarna. Die Strecke selbst befindet sich am Rande des Hedemora Folkets Park und führt den Sätervägen hinauf in Richtung Västerby, bevor sie an einer Schule vorbei in Richtung Tviksta und zurück zum Start führt. Weiße Straßenschilder mit der Aufschrift "TT-Banen" zeigen die Richtung des Kurses an. Ein Gedenkstein ist an der Kreuzung am Südende des Kurses zu finden.

## Streckenbeschreibung
Die Strecke hatte eine Länge von 7,265 Kilometern und wurde im Uhrzeigersinn befahren.

## Geschichte
Hedemora war Austragungsort des schwedischen TT-Rennens, das 1933 zum ersten Mal stattfand und damit die Onsala-Rennstrecke in Göteborg als Austragungsort der Veranstaltung ablöste, bevor die TT 1935 nach Avesta und dann nach dem Krieg nach Saxtorp verlegt wurde.
In den Jahren 1933 und 1934 fanden auf dem Hedemora TT Circuit mit der Schwedischen TT die ersten Rennen statt.
Nach dem Zweiten Weltkrieg wurden 1949 mit der Hedemora TT und von 1950 bis 1958 Motorradrennen in Hedemora ausgetragen. Zwischen 1950 und 1953 wurden die Rennen wieder als Schwedische TT veranstaltet, ab 1954 durften nur noch die Motorradrennen auf der Isle of Man und in den Niederlanden den Namen Tourist Trophy (TT) tragen, so dass die Veranstaltungen bis 1958 als Großer Preis von Schweden stattfanden. Im Jahr 1958 hatte dieser Große Preis erstmals WM-Status. Ab der Saison 1959 fand der Grand Prix dann auf der Råbelövsbanan in Kristianstad statt.
In den 50er Jahren fanden neben Zweirad-Veranstaltungen auch Automobilrennen auf dem Kurs statt.
Seit 1999 werden auf dem Hedemora TT Circuit keine Rennen mehr ausgetragen.

## Sonstiges
Im Nordbereich der ehemaligen Strecke befinden sich heute die Motorsportanlagen des SMK Hedemora, der dort u. a. Strecken für Motocross-, Rallycross-, Sandbahnrennen und eine Kartbahn betreibt.

## Sieger der Motorrad-WM-Rennen
| Jahr | 125 cm³                   | 250 cm³           | 350 cm³             | 500 cm³             |
| ---- | ------------------------- | ----------------- | ------------------- | ------------------- |
| 1958 | Alberto Gandossi (Ducati) | Horst Fügner (MZ) | Geoff Duke (Norton) | Geoff Duke (Norton) |